# Marie-Ange Guilleminot
 (novembre 2017).
 (juin 2019).

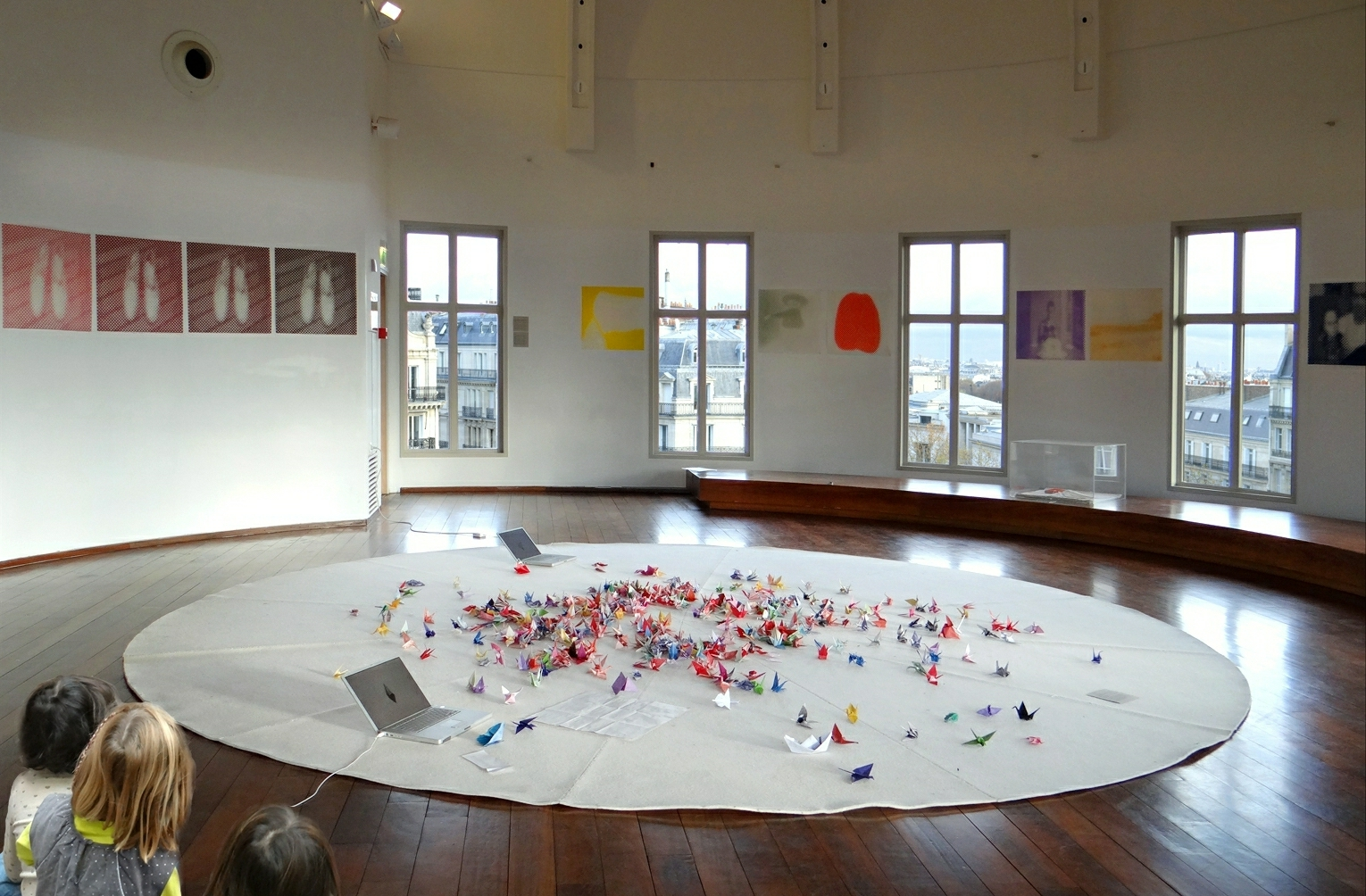
Au centre de la rotonde du musée Guimet.

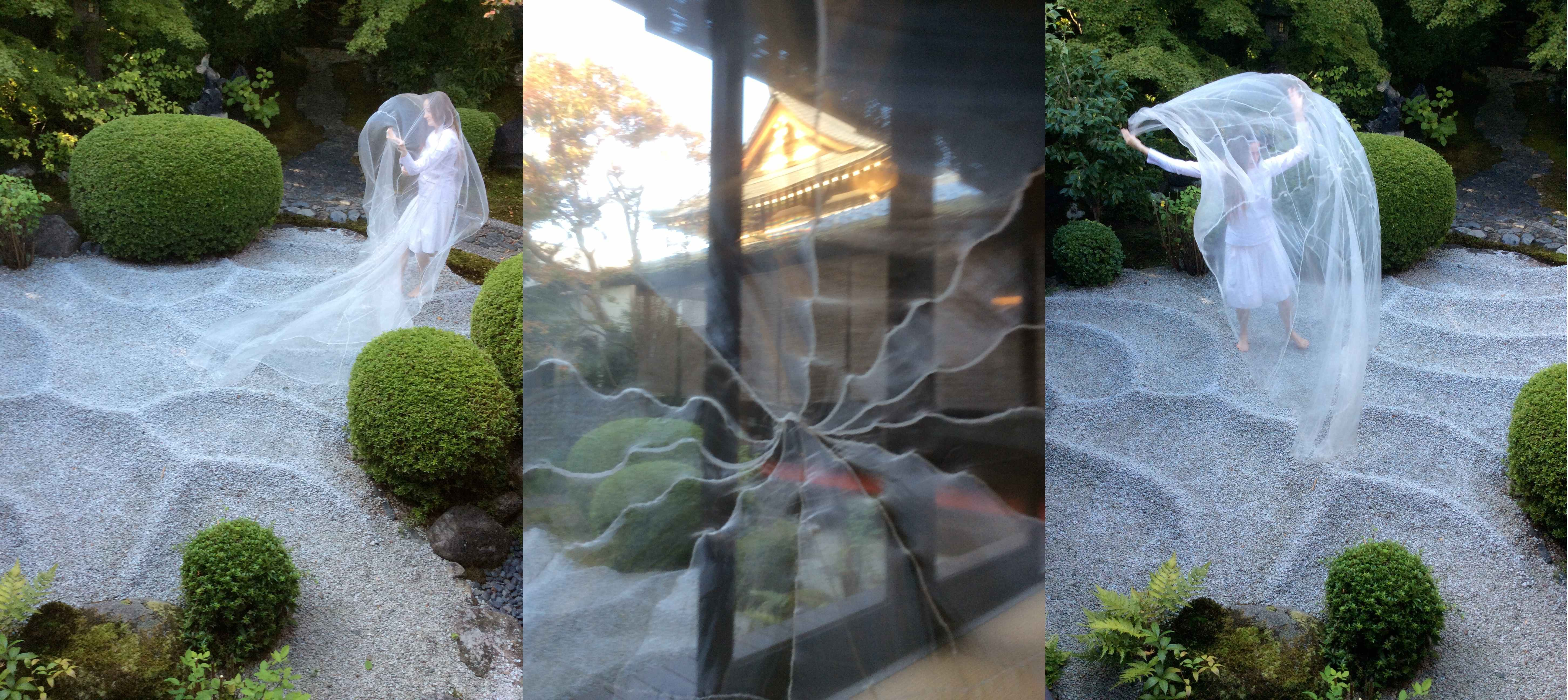
Photographie prise à Kyoto par Michel-Ange Seretti le 27 septembre 2014, lors d'une performance gestuelle de Marie-Ange Guilleminot.

Marie-Ange Guilleminot est une plasticienne, sculptrice, vidéaste, performeuse née à Saint-Germain-en-Laye en 1960. Elle vit et travaille à Paris.
Présente sur la scène artistique internationale, elle participe aussi à plusieurs expositions notables en France : notamment avec Le Paravent au Centre d'arts plastiques contemporains de Bordeaux (1998) redéployé (2018) sous forme rétrospective au Centre d'art contemporain Les Tanneries, puis en octobre 2019 dans la Cour de l'or à La Monnaie de Paris, et pour « Jour de fête » en 2000 au centre Georges Pompidou à Paris où sont montrées, en 2009-2010, plusieurs pièces importantes, appartenant aux collections du musée, lors de l'exposition elles@centrepompidou.
Son travail tourne autour des notions de « faire » et de « transformation » liées à son propre corps. Il se présente sous forme d'œuvres, d'objets ou sculptures d'usage, de films ou de livres d'artiste qui témoignent de ses performances,,. L’œuvre de Guilleminot est présente dans plusieurs musées, saluée à la Biennale de Venise en 1997 où elle  obtient la mention d'honneur pour son installation Le Salon de transformation.
Engagée dans le développement sur la durée d'une œuvre personnelle impliquant le collectif, depuis 1997 (date à laquelle Marie-Ange Guilleminot a eu l'idée de fonder La Boîte, association sans but lucratif) pour offrir au livre d'artiste un nouveau lieu de diffusion, elle a multiplié les "ouvertures" de La Boîte dans sa concession municipale parmi les Bouquinistes de Paris qui composent le paysage sur les quais de la Seine. Elle y accueille aussi bien : certaines figures emblématiques de l'art contemporain que de jeunes artistes ou étudiants d'écoles d'art.
La vocation de ce lieu consacré à l'art et la finalité d'un tel regard porté sur le commerce du livre d'artiste se situe dans la marée surabondante des livres d'occasion, parmi les cadenas et tant d'autres souvenirs de Paris redevables au made in China. Pourtant, là réside une approche originelle et originale liée à l'architecture du livre conçu par un artiste. C'est avec le souci du miroir et de la transparence, mais aussi grâce à sa démarche artistique,, que Marie-Ange Guilleminot projette l'espace physique de ses propres boîtes dans la sphère urbaine agitée par le tourisme planétaire.
Cette œuvre ouverte sur l'étroite fenêtre d'un vaste monde, pas encore tout à fait dévasté, apparaît sous la forme de véritables sculptures banalisées puis inattendues, aujourd'hui ouvertes comme des "fenêtres avec vue" sur le fleuve et son flux de Bateau-mouche, sur le Grand Louvre, le Pont des Arts, l'Institut de France, face à la statue de Condorcet sur le Quai de Conti. Ces symboles aux titres singuliers illustrent l'apparence d'un paradoxe dans l'approche esthétique plurielle de cette artiste décrite très tôt comme "hors-norme" par la critique.

## Jeunesse et formation
Marie-Ange Guilleminot est née en 1960 à Saint-Germain-en-Laye. Elle sort diplômée de la Villa Arson en 1985. Elle débute alors sa carrière où se mélangent la performance gestuelle,, dans le droit fil de l'esthétique relationnelle, et la sculpture ou l'installation.
Elle voyage à travers le monde pour participer à différentes expositions, performances, ateliers ou résidences et obtient une première acquisition importante aux États-Unis en 1996, pour les collections du musée d'art de Philadelphie.
Son travail d'artiste la met en relation avec une centaine d'artisans,. Quelques exemples sont à trouver dans le domaine du textile :
- Kimono mémoire de Hiroshima (1995-2005)[21],[22],[23], œuvres en peinture sur soie nées au Japon suivant les conseils de Kunihiko Moriguchi, trésor national vivant japonais[24],[25] ;
- Touchez-Voir (2013-2016)[26], 40 pièces réalisées pour Palais Galliera avec des broderies d'Ollivier Henry[27],[28], des coupes de Carmen Mateos[29] ou Claudine Lachaud, Caraco[30], etc. ;
- La Garde-Robe (2015)[31],[32], 40 autres pièces issues d'une commande artistique privée du groupe Première Vision[33], montrée en 2016 lors des Salons au Carreau du Temple et à Paris-Villepinte[34],[35].

Depuis 1995, sa formation artistique se renforce tout au long d’une période continue de voyages. Elle est nourrie par des rencontres, en soutien, ou suivies et complétées par l’écriture de textes de critique ou d’esthétique, voire littéraires ou poétiques. Consacrées à l’approche initiale de l’artiste, ces contributions en épousent les contours proustiens, voire la mallarméenne « notion » comme celles de : Ariella Azoulay, Anne Bonnin & Vanessa Desclaux, Marie-Laure Bernadac, Éric Dégoutte, Sophie Duplaix, Catherine Francblin, Philippe Forest, Pascal Gautrand, Pierre Giquel, Catherine Grenier, Nathalie Guiot, Dominique Haim, Elisabeth Horth & Benjamin Zurstrassen, Mary Jane Jacob, Yves Jammet, Pierre Leguillon, Alexandre Mare & Stéphane Boudin-Lestienne, Anne Moeglin-Delcroix, Camille Morineau, Eva Prouteau, Harald Szeeman, Guy Tortosa, Nadine Gomez.

## Carrière
Après de nombreuses expositions au cours des vingt premières années d'activité artistique, l'artiste a choisi de se consacrer à des projets articulés à partir d'expériences se combinant en une synthèse de ses thèmes de prédilection. Quelques présentations choisies laissent deviner cette orientation et rendent compte de cette évolution progressive ou de rencontres plus décisives :
- 2001 : son exposition personnelle présentée au musée des Beaux-Arts et de la Dentelle de Calais fait suite à sa résidence[39] à l'Atelier Calder de Saché. Ce séjour dans la Loire lui a permis de créer la pièce Oursin, 1999 qui sera plus tard déployée dans la Salle des Chevaux de Marly au Louvre (puis filmée par le cinéaste Gilles Coudert) grâce à l'invitation de Marie-Laure Bernadac, conservatrice générale du patrimoine, lors de l'exposition et des performances liées à l'événement « Contrepoint. L’art contemporain au Louvre » en 2004-2005[40].
- 2012 : installation au musée Guimet du Salon blanc de transformation, 1999[41],[42] correspond à une activation dont la mise en œuvre fait intervenir plusieurs jeunes artistes plasticien interprétant le motif subtil d'une transmission, également objet d'une performance  filmée.
- 2013 : son exposition personnelle au musée de la Manufacture de Sèvres, cité de la céramique[43] articule pour la première fois de façon institutionnelle les multiples dialogues de l'artiste avec des artisans au savoir faire d'exception, révèle le processus d'élaboration des œuvres réalisées à la Manufacture, et capte performances et travaux d'ateliers. Ces derniers documents vidéo (non encore montés) demeurent les matériaux d'un nouveau projet artistique en construction.
- 2019 : dans la lignée des "grandes maisons habitées par l'artiste" (à commencer par la maison du Vésinet de Jeanne Lanvin que son grand-père, créateur de tissus, a possédé jusqu'à la fin de sa vie) puis les invitations artistiques à Villa Savoye, Le Corbusier, et à Villa Noailles, Mallet-Stevens, c'est durant près de quatre mois au musée Horta à Bruxelles que Marie-Ange Guilleminot se projette dans la conivence avec une maison vécue ou à vivre... celle de l'architecte Victor Horta, dont le goût pour le Japon scelle l'aliance spontanée par affinités électives celles du raffinement extrême, mais aussi celle d'où part la rencontre avec les mondes où se concrétisent, encore plus, le dessein de construire dans une sorte d'aboutissement des forces concourantes à l'œuvre. Elle s'y engage avec ferveur comme ultime référence à La Maison de Vie à venir. Cette création, en cours depuis 2013, fait écho à une pièce emblématique de l'artiste: Le Chapeau-Vie imaginé en 1995 comme une sorte de "maison transportable avec soi" (et bien plus...) dont de nombreuses vidéo-performatives ont décrit la vocation, le mode de vie et l'existence.

## Œuvres vidéo
Un choix étoffé des vidéos-performances suivi d’un débat public: « In Vivo » Un itinéraire de performances de Marie-Ange Guilleminot sur une invitation de Sophie Duplaix & Cristina Agostinelli, Centre Pompidou, Paris (5 décembre 2014)
- Mes poupées, 1993. 32 min
- Les Galipettes, 1994. 2 min 18 s (en boucle) avec une installation
- Jouer du chapeau, 1994. 6 min 02 s
- La Démonstration du Chapeau-Vie, 1995[45],[46]
- La Démonstration du Chapeau-Vie à Brooklyn, 1994. 9 min 43 s
- La Démonstration du Chapeau-Vie à Jérusalem, 1995. 7 min
- La Démonstration du Chapeau-Vie à Ramat Gan, 1995. 9 min 22 s
- La Démonstration du Chapeau-Vie au musée, 1995. 4 min 48 s
- La Démonstration du Chapeau-Vie à Venise, 1995. 7 min 16 s
- Nuits blanches, 1995. 10 min
- Émotion contenue (visage), 1995. 4 min avec une installation.
- Émotion contenue (évanouissement), 1995. 2 min
- La Démonstration du Chapeau-Vie dans les airs, 1996. 5 min 24 s
- Himitsu, La Démonstration secrète du Chapeau-Vie à Tokyo, 1996. 6 min 58 s
- La Démonstration du Chapeau-Vie à Münster , 1996. 10 min
- Cauris™, collant-sac à dos, sac à dos-collant, 1996. 15 min
- Cauris™ au supermarché, Venise, 1997 *
- Dialogue, 1999, (12 vidéos), durée variable 30/60 min
- Hiroshima Art Document 98, 1998. 20 min *
- Fold, October 31st, 1999. 150 min
- Oursin, 2001. Ø12m. Atelier Calder, Saché.  30 minutes. Tourné par Guillaume Blanc en complicité et à la demande de l'artiste *
- Le Paravent, Oursin et Les Vêtements blancs d’Hiroshima, 2003. CAC, Cincinnati (OH) États-Unis *
- Mouvement, lecture simultanée à huit mains et deux voix, 2013. 57 minutes.
- Laps, 2013 (en cours de montage, prises réalisées avec Julien Crépieux)
- Washitsu, 2016, montage de l’architecture, filmée avec Armande Chollat-Namy
- Le Chant du Crayon, 2019, Vivre la Maison Horta, Musée, Bruxelles, avec Armande Chollat-Namy (en cours)
- Marie-Ange Guilleminot. Sculptures de gestes pour un jardin – création pour La Petite Escalère, juin 2018 (projet)

## Art urbain / Commande publique
- 2009 : Le Livre de Seuil. Intégration de l’art dans les bâtiments publics, réflexion sur l’école et commande d’une œuvre faisant l’objet d’une formulation spécifique, établie de concert entre la cellule artistique et les directions d’écoles. Projet réalisé pour l’école Sint-Ursula à Laken avec l’architecte Tom Thys, Vlaams Bouwmeester, Bruxelles, Belgique.
- 2004-2005 : Le Lieu de mémoire[47] accompagné du Livre infini[48]. Commande publique réalisée avec le concours de la DRAC Île-de-France en hommage aux anciens combattants et aux victimes des trois guerres. Ce dispositif évolutif implique les jeunes générations : chaque année à travers une nouvelle rencontre choisie, les écoliers se donnent le relais pour concevoir avec un artiste contemporain, différent, le prolongement, sans fin, de ce grand livre d’artiste, dès lors sans cesse renaissant… À partir de cet événement perpétuel, les acteurs du lieu de mémoire s’engagent dans le processus de ces cérémonies commémoratives instaurées, avec la possibilité de mieux en comprendre la portée. Marie-Ange Guilleminot: « J’ai conçu et réalisé l’interactivité de cet espace spatiotemporel dans la ville en lui consacrant un cycle complet de développement, architecturé par mes soins, afin d’y respecter les divers intervenants présents dans ce cadre, pour Magny-les-Hameaux. » Document[49] édité et site web : pour visualiser le jardin créé et la symbolique associée à travers l’usage du nombre d’or, la plantation de l’arbre Gingko Biloba. Premier tracé le 31 mai 2005[50] à Magny-les-Hameaux[51], France.
- 2014-2015 :  La Mar(g)elle. Création d’une œuvre itinérante destinée à porter la mémoire et la proposition d'une valorisation du patrimoine culturel artistique. À l'issue d'une résidence de l'artiste, en juillet 2014, sur l'invitation de Sophie Brossais, l'objet multifonctionnel de cette commande a été présenté comme aboutissement au sein de l'exposition personnelle de Marie-Ange Guilleminot: Destine-moi une Maison (27 juin - 25 octobre 2015) au Centre d’art La Chapelle Jeanne d’Arc, Thouars, France[52],[53].

- 2013-2016 : Touchez-Voir[54]. Commande d’une installation, destinée aux publics non-voyant, pour découvrir les collections historiques de Palais Galliera , Musée de la mode de la Ville de Paris. Invitation d’Olivier Saillard. Projet mécéné par The Conny-Maeva Charitable Foundation[55].

- 2013-2017 : L’Espace Entre ! Tout un monde à portée de main, par Marie-Ange Guilleminot[56]. Commande d’une œuvre-installation mise à disposition pour le CMPEA, Centre médico-psychologique pour enfants et adolescents de Gaillac, sur une invitation de Valérie Cudel, dans le cadre de l'action des Nouveaux commanditaires soutenue par la Fondation de France (étude 2013-2015) réalisation 2016. Présentation en février 2017[57],[58].
- 2017-2020: Le Jardin de la Licorne. Commande d'une œuvre-installation accompagnée d'une proposition pour un processus protocolaire autour d'un mobilier (sculptures d'usage) et du vivant (plantations d'arbres) avec la perspective d'un support didactique/pédagogique destinés à l'accueil et à l'ouverture en faveur des publics en extérieur, en approche ou en intermède à la visite éventuelle des collections & expositions temporaires du musée : intervention située dans le jardin du Centre national du costume et de la scène de Moulins[59] regroupant les effets de scène de la Comédie française, l'Opéra national de Paris… et les collections de la Fondation Noureev[60].

## Sculpture
- Point commun. Vues de l'intérieur 1992. 79 moulages de nombril en plâtre effectués entre 1990 et 1992[a]
- Mes robes, 1992.
- La Rotateuse 1995[b].
- Mes poupées, 1994.
- Le Chapeau-Vie, 1995
- Cauris™, créé à Bilbao en 1995 pour les besoins de la performance Le Manteau de lumière, 1995.
- Le Manteau de lumière, 1995.
- Le Paravent, 1997.
- Les Vêtements blancs de Hiroshima, 1998
- Le Salon blanc de transformation, 1999
- L'Oursin, 1997-1999. 1999: version ø12m [c].
- La Structure géodésique, 2000.
- Kimonos, mémoire de Hiroshima, 1995-2005
- La Guirlande de tsuru, 2003.
- Le Livre de seuil & Zori, 2009-2011.
- …du meuble spirale au meuble infini…[d],[61] 2012, Marie-Ange Guilleminot crée cette sculpture en même temps qu'elle se projette pour "habiter" la villa Savoye/Le Corbusier lors d'une exposition-performance dont Sophie Brossais assure le commissariat. Cette pièce est ensuite exposée en 2014 à la villa Noailles/Mallet-Stevens[e], dans une subtile analogie formelle avec la lampe Shade de Man Ray grâce aux commissaires[62] de l'exposition permanente en hommage aux grands mécènes Marie-Laure et Charles de Noailles. Marie-Ange Guilleminot y côtoie les objets et le sens déposés en ces lieux depuis les années trente avec les réminiscences de la présence forte de ces fantômes qu'emporte la spirale de l'art à travers les nombreuses évocations de ceux qui peuplèrent l'endroit et l'envers d'un décor aussi urgent que l'attention qu'on lui porte… De Sonia Delaunay à Man Ray en passant par Raoul Dufy… la vaisselle étoilée de Sol Lewitt… La Joie de vivre  de Jacques Lipchitz envolée[63]…  Cette œuvre emblématique créée par l’artiste en 2012 vient parfaire la mise en abyme de la construction élémentaire et du tissage sensible de ses sculptures d’usage (à la manière des Bichos de la grande artiste brésilienne Lygia Clark) et ici Marie-Ange Guilleminot voit en 2018…du meuble spirale au meuble infini… faire l'objet d’une de ses plus importantes acquisitions par le Cnap (Centre national des arts plastiques sous la direction d’Yves Robert) pour les collections nationales de l’état français, grâce au dévouement et aux efforts de médiation engagés avec succès par Anne Bonnin & Vanessa Desclaux. À ce stade, il est important de faire référence à cet article de presse (sur 2 pages dans Le Quotidien de l’Art du Vendredi 7 septembre 2018 - N° 1558 - Pages 26-27) expliquant les enjeux d’une telle politique d’acquisition, dictée en profondeur et sur la durée, avec le souci d’un soin constant apporté vis à vis d’une démarche suivie de création artistique.
- Touchez-Voir. La Malle de voyage. Le Livre à porter, 2014-2016.
- L'Oursin, 2014. Version "Super Organza"
- La Mar(g)elle, 2015.
- Lotus, 2015.
- La Garde-Robe Marie-Ange Guilleminot, 2016.
- L'Espace Entre ! Tout un monde à portée de main par Marie-Ange Guilleminot, 2017. Washitsu, 2015-2016
- Le Jardin de la Licorne, 2017-2019
- La Maison-de-Vie, 2017-2024?

## Films
- Oursin, film de Guillaume Blanc tourné en complicité et à la demande de l'artiste, à l'Atelier Calder à Saché
- L'Oursin, film de Gilles Coudert (7 min 31 s / 2004 / a.p.r.e.s production) Captation réalisée avec Damien Faure en la grande salle des sculptures des Chevaux de Marly pour la performance de l’artiste Marie-Ange Guilleminot[64] invitée par Marie-Laure Bernadac dans le cadre du cycle des expositions : « Contrepoint, l’art contemporain au Louvre » en 2004-2005 au Musée du Louvre[65].

## Livres d'artiste. Éditions
- Mes poupées. Frac des Pays de la Loire, 1996 [f]
- Danser ou mourir. La Boîte, Paris, 1997[g]
- Cauris™. Paris 1997-2012[h]
- Le Livre du Chapeau-Vie. La Boîte et Michaël Gordon, Paris, 1998[i]
- La Montre blanche. La Boîte et Setegaya Museum of Art Tokyo, Paris, 1999[j]
- Le Vol blanc, 1999 [k]
- Shoe/Chaussure 1:1. Toronto, 2001[l]
- Danser ou mourir (version Origami). Ikon Gallery, Birmingham & Fonds régional d’art contemporain PACA, Marseille, 2000 [m]
- Shoe/Chaussure. La Boîte et Michael Gordon, Paris/Tel Aviv, 2002 [n]
- Kimono Kara. Kyoto Art Center, Kyoto, 2005 [o]
- Never(s)-Hiroshima. La Boîte et Hiroshima Museum, Paris/Hiroshima, édition La boîte & Hiroshima City, Museum of Contemporary Art, 2006[p]
- Les Photographeurs. La Boîte, Musée départemental du Sel, Marsal, Centre d’art contemporain la Synagogue de Delme, 2007 [q]
- Il n'y a d'urgent que le décor. La Boîte et la ville de Poitiers, Paris  2008 [r]
- Le Livre de seuil est conçu par Marie-Ange Guilleminot, avec insert mis en page par Philippe Millot. Il est édité par La Boîte en 2011. De la dimension d’un parpaing, le livre, en feutre de laine gris, contient un texte de Philippe Bonnin: «De la fragilité du seuil, si intense qu’il soit». Dimension d'un parpaing : 39 cm (L) x 19,5 cm (l) x 9 cm (épaisseur). Feutre de laine gris de 6 mm d'épaisseur et de densité 20/36. Poids unitaire pour un livre : 2,27 kg. 14 feuilles de 39 cm x 19 cm x 6 mm. 2 feuilles sans découpe en couverture (devant et dos). 12 feuilles pré-découpées constituent les semelles dans six tailles différentes. Les découpes sont fixées par quatre points aux feuilles du livre, une paire de chaque taille apparaît par ordre décroissant. Les découpes sont centrées dans la feuille de la plus grande semelle à la plus petite. Reliure à la française : dos plat tenu par un non tissé, colle pour tissu. Une fois les semelles détachées elles sont transformables en tongs par un geste très simple. Le livre vide fait penser à un petit théâtre antique. Il est possible de remettre les tongs à plat et de les ranger à nouveau dans le livre à leur place d'origine, comme un puzzle
- Danser ou mourir, 2013. Version soie : twill de soie imprimé dans une couleur, jet d’encre, finition rouloté main, édition à 12 exemplaires
- Zori, 2013. Feuille de magnolia grandiflora : choix, incision et torsion fait main par l’artiste, accompagnée d’une carte postale éditée par Jacqueline Frydman
- …du meuble spirale au meuble infini… 2013. Version à l'échelle de la main, orfèvre : Claude Pelletier, objet en laiton, brasures à l'argent, prototype en pièce unique
- Les Règles à nuages, 2016. 10 règles courbes découpées sur contreplaqué aviation 2 mm, édition à 39 exemplaires
- Perroquet, 2016. Règle courbe découpée sur contreplaqué aviation 2 mm, édition à 39 exemplaires
- …du meuble spirale au meuble infini… 2017. Version à l'échelle de la main, luthier : Patrick Belle, 14 essences de bois (1. Érable (centre) 2. Tilleul 3. Frêne 4. Châtaignier 5. Hêtre 6. Poirier 7. If 8. Verne (Aulne) 9. Buis 10. Robinier (Acacia) 11. Cerisier 12. Chêne 13. Platane 14. Noyer) édition à 9 exemplaires
- Autres objets-sculptures édités : Bols deux en Un et Coupes, Hommage à Brancusi, porcelaine avec la Manufacture de Sèvres. Bijoux d'artiste, dont La Mariaëlle, ors, argent et platine, avec Patrick Moreau, nodologue. Labyrinthe. Iko (portant japonais) verre soufflé, poli, avec le Cirva. Éditions ouvertes

## Expositions personnelles
- Vivre la Maison Horta. Carte blanche à Marie-Ange Guilleminot, sur une idée de Nathalie Guiot et à l'invitation de Benjamin Zurstrassen conservateur du musée Horta, Bruxelles, Saint-Gilles, Belgique (3 septembre-15 décembre 2019)
- L’Espace Entre ! Tout un monde à portée de main par Marie-Ange Guilleminot, 2013-2016. Commande du CMPEA, Gaillac, France (installation permanente le 28 février 2017)[66],[67],[68],[69],[70]
- La Garde-Robe Marie-Ange Guilleminot, 2015. Made in France, Carreau du temple, Paris, France (6-7 mars 2016). Transformation Parlor, 2016. Première Vision, Paris Villepinte, France (13-15 septembre 2016)[71],[72],[73],[74],[75],[76]
- Destine-moi une Maison (exposition 27 juin - 25 octobre 2015) suite à résidence en juillet 2014 et à la création d’une œuvre itinérante : La Mar(g)elle, 2015 mémoire et valorisation du patrimoine, Centre d’art La Chapelle Jeanne d’Arc, Thouars, France (2015)
- Voyage (Touchez-Voir en cours) invitation de Pascal Gautrand, Made in Town, Paris (25 octobre-23 novembre 2013)
- Laps, installations à la Cité de la céramique, Sèvres, France (20 février-22 avril 2013)[77]
- Marie-Ange Guilleminot. De la fragilité du seuil, si intense qu'il soit, 2012 installations Villa Savoye Le Corbusier, Poissy, France (27 mai - 30 septembre 2012)
- Marie-Ange Guilleminot. Le Livre de Seuil, 2009-2011 Galerie Daviet-Thery, Paris (2011)[78]
- « Animal de bibliothèque » Bibliothèque des Arts décoratifs, Paris (9 février – 9 avril 2010)[79],[80],[65]
- Le Livre de Seuil, 2009 Musée du feutre, Mouzon, France (18 avril – 20 septembre 2009)
- Mes Robes, 1992 Galerie Éphémère, Le 104, Paris, France (16 mai – 30  septembre 2009)[81],[82]
- Marie-Ange Guilleminot. Il n’y a d’urgent que le décor, 2009 Galerie Louise Michel, Poitiers, France (14 janvier-24 février 2009)
- Marie-Ange Guilleminot, Shoe/Chaussure 1:1, 1999-2002. Musée de Sérignan, France (2007)[83]
- Marie-Ange Guilleminot présente Absalon, Cellules, 1992. Catalogue. DRAC Picardie, Amiens, France  (2007)
- Kyoto Art Center, Kyoto, Japon (2006)
- Hiroshima City Museum of Contemporary Art, Hiroshima, Japon (2005)
- Shoe / Chaussure 1:1, 1999-2002. Galerie Masataka Hayakawa, Tokyo, Japon (2004)
- Nuancier. Artothèque de Pessac, Gironde, Bordeaux, France (2004)
- Galerie Erna Hecey, Luxembourg (2002)
- Art Metropole, Toronto, Canada (2002)
- The Bata Shoe Museum, Toronto, Canada (2002)
- Atelier Calder, Saché, France (24 mars 2001)
- Shoe/Chaussure 1:1, 1999-2002. Les Vêtements blancs d’Hiroshima, 1998… Projet, 2001. Musée des Beaux-Arts et la Dentelle, Calais, France (14 décembre 2001 – 17 février 2002)
- Oursin, 1997 ø 120 cm et ø 400 cm. Vidéos. The Fabric Worshop and Museum, Philadelphie, États-Unis (2000)
- Le Salon de transformation blanc, 1999. Ikon Gallery, Birmingham, Angleterre (2000)
- Le Salon de transformation blanc, 1999. Santa Monica Museum of Art, États-Unis (1999)
- Oursin, 1997 ø 120 cm et ø 400 cm. Vidéos, San Francisco Art Institute, États-Unis (1999)
- Le Paravent, Le Miel du Paravent invitation de Marie-Laure Bernadac, capc Musée d'art contemporain, Jardin Botanique, Bordeaux, France (1998)
- Le Salon de transformation et Cauris™ collant/sac-à-dos, sac-à-dos/collant, Masataka Hayakawa Gallery, Tokyo, Japon (1998)
- Le Livre de mouchoirs, 1993  et Le Mariage de Saint-Maur à Saint-Gallen, 1994 Médiathèque de Poitiers, France (1998)
- Le Livre du Chapeau-Vie, 1998 Michael Gordon Édition, Passage de Retz, Paris, France (1998)
- Le Livre de mouchoirs, 1993 Lecture du poème de Pierre Giquel par Gilles Tiberghien, Librairie Michèle Ignazi, Paris, France (1998)
- « Brèves rencontres » Invitation d'Hervé Mikaëloff, Caisse des dépôts et consignations (1997)
- Le Salon de transformation, Cauris™, avec l'Atelier des enfants du Centre Pompidou, Galerie Chantal Crousel, Paris, France  (1997)
- Galerie Chantal Crousel, Paris, France (1995)
- La Démonstration du Chapeau-Vie, Ramat Gan, 1995.  Invitation Suzanne Landau. Salle Maremont et Salle d'art précolombien, Israël Museum, Jérusalem, Israël (1995)
- La Démonstration du Chapeau-Vie, 1995. Performance avec La Robe grains de beauté (Mes Robes, 1992) et Le Chapeau-Vie couleur chair, 1994. Musée d'Israël, Jérusalem, Israël (1995)
- Le Manteau de Lumière, 1995 (performance filmée d’une déambulation nocturne) invitation Jérôme Delormas « Nuits blanches » Institut Français Bilbao, Espagne (1995)
- La Démonstration du Chapeau-Vie à Venise, 1995 invitation Marc Pottier, Venise, Italie  (1995)
- « Shopping », dans la vitrine (Robe no 2) et au rayon jouets (Robe no 4 bis), invitation de Jérôme Sans, capc Musée, Galeries Lafayette, Bordeaux, France (1995)
- « fémininmasculin. Émotions contenues » Invitation de Marie-Laure Bernadac et Bernard Marcadé, Centre Georges Pompidou, Paris, France (1995)
- « Show must go on » Les soirées nomades, Fondation Cartier, Paris, France  (1995)
- La Robe de mariée, 1993 Vitrine de la Teinturerie Huguet, Paris, France (1994)
- Point commun, vues de l'intérieur, moulages du nombril, 1992. Invitation de Pierre Leguillon « Cinq appartements » Paris, France (1992)

## Performances in vivo et filmées
- In Vivo « Un itinéraire de performances » de Marie-Ange Guilleminot  sur une invitation de Sophie Duplaix & Cristina Agostinelli, Centre Pompidou, Paris (5 décembre 2014)[84]
- Bols, Deux en Un, 2013 cérémonie du thé pour le nouvel an « Hatsugama MIWA, Paris, France (10 janvier)
- Oursin, 2014 « Nuit Blanche » Temple Kanga-An, Kyoto, Japon (4 octobre)
- Laps, improvisation musicale avec le compositeur Alain Kremski, Musée de la Cité de la céramique, Sèvres, France (16 mars 2013)
- « Nuit blanche » dans Le Salon de Transformation au Musée Guimet, Paris, France (6 octobre 2012)
- Habiter la maison, Villa Savoye, œuvre de Le Corbusier, Poissy, France (3 juin 2012)
- Oursin, 2000 (12 m) dans le cadre de l’exposition « Récits Anamorphiques » Frac des pays de la  Loire, Carquefou, France (18 mars 2011)
- « Animal de Bibliothèque » Bibliothèque des Arts décoratifs, Paris, France (1er avril 2010)
- Marie-Ange Guilleminot. Gant, 2009. Texte d'Olivier Saillard, lu par l'auteur. « Teatrino Palermo » Le nouveau festival, Centre Pompidou, Paris (22 novembre 2009)[85],[86]
- Le Vol blanc, 1999. Pliage de tsuru en présence de l'auteur Pierre Giquel, sur une invitation de Michel-Ange Seretti, Librairie Nicaise, dans le cadre du Salon ArtistBook International, Paris (25 octobre  2008)
- Kimonos, mémoire de Hiroshima, 1995-2005 Les Rencontres internationales de la Photographie d'Arles, Cour Fanton, Arles, France (10 juillet 2008)
- Je pense à Calder, dans le cadre de l'exposition « Bijoux sculpture, l'art vous va si bien » La Piscine, Musée d'Art et d'Industrie André Diligent, Roubaix, France (2008)
- Présentation et vidéos, Musée Rodin, Paris (20 mai 2007)
- La Robe de mariée, 1993 . Invitation de Yves Sabourin dans le cadre de « L’Art au féminin en Europe » Lavoir de Saint-Tropez, Art Fab, France (9 juillet 2006)
- Kimonos, mémoire de Hiroshima, 1995-2005. Le Kiosque. Saison française en Israël, dans le cadre de « Nuit Blanche » à Tel Aviv, Israël (29 juin 2005)
- Kimonos, mémoire de Hiroshima, Salle de réception aux tatami. Kyoto Art Center, Japon (30 octobre 2005)
- Oursin, 2000. Projection du film réalisé par Gilles Coudert, document de la performance tenue dans la Salle des Chevaux de Marly, le jour de l’inauguration de l'exposition « Contrepoint, l’art contemporain au Louvre »  Invitation de Marie-Laure Bernadac[87]
- Parcours dans les galeries de la statuaire grecque (salle des Cariatides) avec Oursin, 1997 ø 120 cm et ø 400 cm et Le Chapeau-vie blanc, 1994 « Contrepoint, l’art contemporain au Louvre »
- Lecture par Pierre Giquel et Marie-Laure Bernadac du texte faxé le 8 juin 1994 pour Le Mariage de Saint-Maur à Saint-Gallen face à La Robe de mariée, 1993 présentée dans la Salle égyptienne du Musée du Louvre, Paris, France (28 janvier)
- Oursin, 2000 ø 12 m, La Robe de mariée, 1993 avec événements performances Musée du Louvre, Paris, France (12 novembre 2004 – 10 février 2005)
- La Guirlande de tsuru, 2003 déposition sur le monument contre la guerre Gentioux, France (6 août 2004)
- Oursin, 1997 ø 400 cm « Art – Métamorphoses – Cerveau » au Petit Théâtre des enfants, Château de Mouans-Sartoux,  Espace de l’Art Concret (10 septembre 2004)
- Le Paravent, 1997 et Oursin, 1997 « Somewhere Better Than This Place » Contemporary Arts Center in Cincinnati, États-Unis (2003)
- La Guirlande de tsuru, 2003 réalisée avec les élèves du collège de Bourbourg, présentée au Jardin puis l’œuvre est ensuite introduite au sein de l'exposition du Musée d'art Moderne Lille métropole à Villeneuve d'Ascq, France (9 avril 2003)
- The Sap Event invitation de Barr Gilmore, 787 Queen Street West, Toronto, Canada (2002)
- Autour du livre. Trois projets d'éditions avec Michael Gordon, Librairie Florence Loewy, Paris, France
- Oursin, 2000 (12 m) ouverture Atelier Calder, Saché, France (24 mars 2001)
- Le Vol blanc, 1999 Bergen Kunstmuseum, Bergen, Norvège  (2001)
- L’Oursin, 2000 (12 m) et La Structure géodésique, 2000 « Energy, physical attraction and fragility » Usine Espeel, Rumbeke-Roselare, Belgique (2001)
- Cauris™ collant/sac-à-dos, sac-à-dos/collant, 1994. Show Window, vitrine du magasin Wolford, Tokyo et performance dans la rue : in Le Salon de transformation rouge, 1998 Shibuya, Tokyo, Japon (1998)
- Le Miel du Paravent, 1997 capc Musée d'art contemporain, Bordeaux, France (1998)
- Himitsu, La démonstration secrète du Chapeau-Vie à Tokyo, Passage Voltaire, Paris (1997)
- Le Salon de transformation et Cauris™ collant/sac-à-dos, sac-à-dos/collant, 1994. Sur le marché El Barratillo et la place d’Armes lors de la 6e foire d'art contemporain. Guadalajara, Mexique (1997)
- La Robe à émotion noire, 1995 exposition « EV+A » People's Park, Limerick, Irlande (1996)
- Himitsu, La démonstration secrète du Chapeau-Vie à Tokyo, 1996. Invitation Hervé Mikaëloff « Sosie » Sagacho Exhibit Space, Tokyo, Japon (1996)
- La Robe à roulettes, rayon jouets (no 4 bis de Mes Robes, 1995) invitation Jérôme Sans : exposition « Shopping » du capc Musée aux Galeries Lafayette, Bordeaux, France (1995)
- Geste, 1994 « Transit », ArtFocus Israël, invitation de Sarit Shapira, New Central Bus Station, Tel Aviv, Israël (1994)
- La Démonstration du Chapeau-Vie à Brooklyn, 1994 dans le cadre de « L'Hiver de l'amour », PS1, New York, États-Unis (1994)
- Le Mariage de Saint-Maur à St-Gallen entre Pierre Leguillon, Hans-Ulrich Obrist : La Robe de mariée, 1993 et le poème faxé de Pierre Giquel, France - Suisse (8 juin 1994)*
- Mes Robes, 1992 (nº 1, 2, 6, 7 et 8) Invitation de Catherine Bay « Nu et habillé »  au cabaret Le Pigall's, Paris, France (9 juillet 1994)*
- Sortie en ville avec la sculpture de Franz West, dans le cadre de Hôtel) Carlton Palace, Chambre 763, Paris, France (1993)
- La Robe transpiration, Mes Robes, 1992. « Veillées » Invitation de Pierre Leguillon. Galerie Anne de Villepoix, Paris, France (1992)

## Expositions collectives
- « The Marvellous Cacophony » Invitation : Danielle & Gunnar B. Kvaran, curators (Erró Collection, Reykjavik Art Museum & Oslo, Astrup Fearnley Museet) for my participation and presence in the Belgrade Biennale 2018 (Slovenia)
- La Démonstration du Chapeau-Vie dans la salle d’art précolombien, 1995 à la Capsule Le Forum, Fréjus « Décors / Des corps » (7 avril – 30 juin 2018)
- Le Salon de transformation blanc, 1999 (coll. FNAC donation Albers-Honegger 2006, en dépôt à l’Espace de l’Art concret, Mouans-Sartoux. Exposition « Transhumance » Centre international d’art et du paysage, Vassivière, France (25 juin – 5 novembre 2017)[88],[89],[90]
- Le Mariage de Saint-Maur à Saint-Gallen, 1994 « Inventaire » Frac Normandie Rouen, France (septembre 2017)
- Shoe / Chaussure, 1999-2002 nouvel accrochage pour l’inauguration du Musée d’arts de Nantes (23 juin 2017)
- Le Chapeau-Vie, 1994 (coll. FRAC Paca) « Entre-temps » Musée Muséum départemental des Hautes-Alpes, Gap (20 mai - 30 septembre 2017)
- Iko, portant japonais pour kimono, 2004-2007 « Une Maison de verre. Le Cirva » catalogue, p.44. Exposition Musée Cantini, Marseille (17 mars - 24 septembre 2017)
- « Vis-à-vis  » Poupée (sculpture d’usage) et Mes Poupées (vidéo), 1993 (coll. 49 Nord 6 Est – Frac Lorraine). UGM Maribor Art Gallery, Slovénie (21 avril -  20 août 2017)
- « Visez au sublime » présentation du Hamac en dentelle, 1999 lors de l’exposition Jean-Jacques Karpff au Musée Unterlinden, Colmar, France (18 mars - 19 juin 2017)
- « Encore sous pression » Atelier Michael Woolworth au Centre de la Gravure et de l’Image imprimée. Fédération Wallonie-Bruxelles, Musée royal de Mariemont, La Louvière, Belgique (4 février - 7 mai 2017)
- « Materiality-Immateriality » Kyoto ddd gallery, Japon (8 septembre - 29 octobre 2016)
- « Le cycle du rien #1 caillou » par Alexandre Mare et David des Moutis, progress gallery, Paris, France (13 septembre - 12 novembre 2016)[91]
- « Hors texte » CAPC Musée d'art contemporain de Bordeaux, France(17 septembre 2015 - 24 janvier 2016)[92]
- « Ouverture pour inventaire » HAB Galerie, Nantes, France (28 mars - 24 mai 2015)
- « Wabi Sabi Shima » Invitation de Nathalie Guiot, Hangar H18, Bruxelles, (24 avril - 24 mai 2015)[93]
- Le Frac Paca en Vaucluse, France (novembre 2014 - juin 2015)
- « Identité de genre » art-cade, Marseille, France (14 mai - 27 juin 2015)[94]
- « Gender in Art » curators: Delfina Jałowik, Monika Kozioł, Maria Anna Potocka. Museum of Contemporary Art, Krakow, Pologne (15 mai - 27 septembre 2015)
- « Vide–poches » Médiathèque, Château-Gontier, France (30 mai - 30 août 2015)
- Gallery Company, New York, États-Unis (26 juin - 2 août 2015)
- « Venise » Frac Paca, Marseille, France (15 mai - 27 juin 2015)[95]
- « Slow 206h » présentation du film Mouvement et accrochage du Nuancier, Espace d’Art Concret, Mouans-Sartoux, France (6 avril - 1er juin 2014)[96]
- Les corps du tissu Bourges[97]
- Kimono & Bols « Textiles langages » Invitation de Nathalie Guiot, Bruxelles (22 avril - 4 mai 2014)[98]
- « Les fantômes de nos actions passées. Man Ray, Sonia Delaunay, Marie-Ange Guilleminot » Commissaires : Stéphane Boudin-Lestienne & Alexandre Mare. Villa Noailles Mallet-Stevens, Hyères, France (25 avril - 30 mai 2014)
- « Une Histoire. Art, architecture, design des années 1980 à nos jours » publication français/anglais) coédition Centre Pompidou & Flammarion, Musée national d’art moderne, Centre Pompidou Paris, France (2 juillet 2014 - 11 janvier 2016)
- Le Paravent, 1997 « 90 ans du train de La Rhune » France (28 juillet - fin août 2014)
- Oursin, 2005 performance filmée, vidéo réalisée par Gilles Coudert « Parcours de l’art » Maison Jean-Vilar, Avignon, France (10 octobre 2013)
- Shoe/Chaussure 1:1, 2002.  Photographies « Des images comme des oiseaux » un choix de Patrick Tosani dans le fonds du CNAP, ENSBA Paris (5 juillet – 29 septembre 2013)
- « L’Origine des Choses » Centrale for contemporary art, Bruxelles (7 mars - 9 juin 2013)
- « Esthétique du livre d’artiste, collection et inventaires » FRAC Paca, Marseille, France (23 mars – 26 mai 2013)
- « do it : the compendium » ICI & D.A.P. MoMA PS1, New-York, États-Unis (13 mai 2013)
- « Sainte-Victoire »  Galerie de l’école ERG, Bruxelles, Belgique  (13 mai - 31 mai 2013)
- …du meuble spirale au meuble infini… 2012 Livres d’artiste lors des « Designer Days » Invitation de René-Jacques Mayer, Centre national de la danse, Pantin, France (7, 8 et 9 juin 2013)
- Le Salon de transformation blanc, 1999 Mouvement, 2012 « I went » œuvres du CNAP Musée national des arts asiatiques - Guimet, Paris (3 octobre 2012 - 28 janvier 2013)
- « La Tentation du Verre »  Carte blanche à la collection du Cirva, Marseille. Centre International de Recherche sur le Verre. Catalogue. Château de Villeneuve, Vence, France (23 juin - 18 novembre 2012)
- Marie-Ange Guilleminot présente Absalon, Cellules, 1992 « Architecture : entre illusion et nécessités » Catalogue. Abbaye de Montmajour, Arles, France (3 juillet - 10 septembre 2012)
- Conversation, 2008 Voiles de soie « L'Étoffe des femmes. Créations contemporaines textiles » Musée de Bourgoin-Jallieu, France (14 juin-16 septembre 2012)
- Les Vêtements blancs d’Hiroshima, 1998 « Sacré blanc ! Hommage à Thomas Gleb » par Yves Sabourin. Catalogue. Musée d'Angers, France (17 juillet - 18 novembre 2012)
- Shoe / Chaussure, 1999-2002 « Traces » La Passerelle, Brest, France (17 septembre 2011 - 21 janvier 2012)
- « Récits anamorphiques » Frac des Pays de la Loire, Carquefou, France (19 mars - 22 mai 2011)[99]
- Kimono, mémoire de Hiroshima, 1995-2005. Fragment choisi pour « Aware » Royal Academy of Art, Londres, Grande-Bretagne  (30 novembre - 30 janvier 2010
- « Art en édition. Carte Blanche aux ateliers d’art imprimé: Despalles, Fanal et Michael Woolworth » Topographie de l'art, Paris, France (28 Oct - 19 Déc 2010)[100]

- Mes Robes, 1992  - Maison de poupées, 2003 - Le Chapeau-Vie, 1994. Installations, sculptures et photographies « Casanova forever » Musée Pierre-André Benoit, Alès (4 juillet – 12 septembre 2010)[101],[102]
- Mes poupées, 1994 Vidéo et sculpture. Mumo, Prague, République tchèque (2010)
- Présentation des œuvres, choisies par Camille Morineau dans les collections du Musée : La Rotateuse, 1995 Sculpture. Mes poupées, 1994 Vidéo. Les Vêtements blancs d’Hiroshima, 1998 Installation lors des accrochages successifs : « elles@centrepompidou » Paris, France (2009 - 2010)
- « Unplugged » Michael Woolworth Publications à la Bastille et au Centre Pompidou ArtistBook International (4 - 22 décembre 2009)
- « Voyage sentimental 1 » Maison de la culture d'Amiens, France (18 juin - 28 Sep 2009) [103]
- Petach Tikva Museum, Israël (2008)
- Académie des Beaux-Arts, Kinshasa, Congo (2008)
- Neuberger Museum, New York, États-Unis (2008)
- La Passerelle, Brest, France (2008)
- La Piscine, Musée d'art et d'industrie André-Diligent, Roubaix, France (2008)
- Cirva - La Vielle Charité, Marseille, France (2007)
- Calder Foundation - French Embassy, New York, États-Unis (2007)
- Musée Rodin, Paris, France (2007)
- « Jour de fête » XXXe anniversaire du Centre Georges Pompidou, Petit Palais, Paris, France (2007)
- « Dress Code » Historisches und Völkerkundemuseum, St-Gallen, Suisse  (2007)
- Capc Musée d’art contemporain, Bordeaux, France (2006)
- Musée National d’Art Moderne - Centre Georges Pompidou, Paris, France (2005)
- Galerie Erna Hecey, Bruxelles, Belgique (2005)
- Contemporary Art Center, Art Tower Mito, Ibanaki, Japon (2004)
- Musachino Art University, Tokyo, Japon (2004)
- Musée du Louvre, Paris (2004)
- Espace Paul Ricard – AFAA, Paris, France (2003)
- Le Paravent, 1997. « Somewhere Better Than This Place »  Contemporary Arts Center in Cincinnati, Ohio, États-Unis (2003)
- « Boudoirs salons et antichambres », Cneai, Chatou (13 octobre 2002 - 19 janvier 2003)
- « Optica » Centre d'Art contemporain, Montréal, Canada (2002)
- Sea Urchin and The White Transformation Parlour, curator Juliana Engberg for the Melbourne Festival at the Centre for Contemporary Photography, Australie (12 octobre – 3 novembre 2001
- « Jour de fête » Invitation Catherine Grenier et Sophie Duplaix Centre national d'art et de culture Georges-Pompidou, Paris, France (2000)[104]
- Musée Picasso, Antibes, France (2000)
- Tate Gallery, Londres, Angleterre (1999)
- Le Salon de transformation blanc, 1999 ø 1,20m. La Montre blanche, 1999. Setagaya Art Museum, Hokkaido Museum of Modern Art, Sapporo, Japon  (1999)
- Nagoya City Art Museum, Nagoya, Japon (1999)
- Musée Guggenheim Soho, New York, États-Unis (1998)
- « Do it » Galerie Skuc, Ljubljana   (1998)
- « Ici et maintenant (encore) » Caisse des Dépôts et Consignations, Paris, France (1998)
- « Métissages » Musée du Luxembourg, Paris, France (1998)
- « L'entrelacement et l’enveloppe » invitation Anne Griffon Sylvaine Van den Esch Villa du Parc, Annemasse, France (1998)
- « Freie sicht aufs mittlemeer » Kunsthaus, Zürich Bribes, Suisse (1998)
- « L’Art dans le monde » exposition organisée par Beaux-Arts Magazine, Passage de Retz, Paris, France (1998)
- Centre d'art contemporain de Castres, France (1998)
- Vidéostore, Espace Bricks & Kicks, Vienne, Autriche (1998)
- Les Vêtements blancs, 1998 Création pour « Hiroshima Art Document, 98 » Invitation de Yukiko Ito, Hiroshima, Japon (1998)
- Hiroshima, Colloque de Mirmande, Église St-Foy, France (1998)
- Mirmande Videonacht Junge Videokunst aus Frankreich » Vitrines. Berlin, Allemagne (1998)
- Printed Matter, Inc. New York « Premises : Invested Spaces in Visual Arts »  États-Unis (1998)
- « Architecture & Design from France, 1958-98 » Invitation de Bernard Blistène, Guggenheim Museum Soho, New-York, États-Unis (1998)
- « On the Edge. New art from Private Collection in France » Museum of Art, Helena Rubinstein Pavillon for contemporary Art, Tel-Aviv, Israël (1998)
- « Jeux de genres » Frac Corse, Citadelle de Corte, France (1998)
- « Un choix d'acquisitions récentes du Fonds municipal d'art contemporain » Espace Electra, Paris, France (1998)
- « An unrestricted view of the Mediterranean Contemporary Swiss art with guests and symposium » Kunsthaus Zürich, Suisse (1998)
- Galerie de l'école d'art de Marseille, France (1997)
- « Touche pour voir » Invitation de Laurence Gateau, Le Creux de l'Enfer, Thiers, France (1997)
- « Enthousiasme, courage, confiance et optimisme ! » L'imagerie, Lannion, France (1997)
- « Belladonna » ICA, Londres By Night,
- Fondation Cartier pour l'art Contemporain, Paris, France (1997)
- Le Paravent, 1997 « De Genderism : détruire dit-elle/il » invitation de Yuko Hasegawa. Setagaya Art Museum, Japon (1997)
- « L'Empreinte » Invitation de Georges Didi-Huberman et Didier Semin, MNAM, Centre Georges-Pompidou, Paris, France (1997)
- « Le Songe de Constantin » Villa Noailles, Hyères, France (1997)
- « À livres ouverts » Invitation de Yona Fisher, Passage de Retz, Paris, France (1997)
- Marie-Ange Guilleminot, Katsuya Komagata, Maria Eichhorn, Masataka Hayakawa Gallery, Tokyo, Japon (1997)
- « Belladonna, Firstsite, Londres Connexions Implicites » Invitation de Jean de Loisy. École nationale supérieure des Beaux-Arts, Paris, France (1997)
- « Such is life » Herzliya Museum of Art, Herzliya, Israël (1997)
- « Acrobate mime parfait, l'artiste en figure libre » Musée Zadkine, Paris, France (1997)
- « Futuro, Presente, Passato » Invitation de Germano Celant. 47e Biennale internationale d'art contemporain de Venise, Italie (1997)
- « Skulptur. Projekte in Münster 1997 » Invitation de Kasper König et Klaus Busman. Landesmuseum, Münster, Allemagne (1997)
- « L'Autre » Invitation d’Harald Szeeman. Biennale d'art contemporain de Lyon, Halle Tony Garnier, Lyon, France (1997)[105],[106],[107]
- « Ici et maintenant » Invitation d’Yves Jammet. Catalogue, Actes Sud. Parc de la Villette, Paris, France (1997)
- « Transit 60 artistes nés après 60 / œuvres du Fonds National d'Art Contemporain » École nationale supérieure des Beaux-Arts de Paris, France (1997)
- « Expoarte Guadalajara 97, Foro Internacional de Teorìa sobre Arte Contemporàneo » Invitation de Laurence Hazout, Caisse des Dépôts et Consignations Paris, Guadalajara, Mexique (1997)
- Marie-Ange Guilleminot, Fabrice Hybert, Jean-Jacques Rullier dédicacent leurs ouvrages, Passage de Retz, Paris, France (1997)
- « EV+A 96 » Invitation de Guy Tortosa, People's Park, Limerick, Irlande (1996)
- « Artistes français de A à Z » Galerie Gabrielle Maubrie, Paris, France (1996)
- « 69/96, dédoublements et autoportraits par procuration »
- Galerie Art & Essai, Université de Rennes II, Rennes, France (1996)
- « Extensions » Sala Montcada de la Fundacio “ La Caixa “, Barcelone, Espagne (1996)
- « Walk on the soho side » New museum, New York, États-Unis (1996)
- « Monstruosities ½ » Invitation de Raphaëlle Jeune, Galerie Arndt & Partner, Berlin, Allemagne (1996)
- « Sosie » Sagacho Exhibit Space, Tokyo, Japon (1996)
- « Manifesta 1 » Rotterdam, Pays-Bas (1996)
- « Dites-le avec des fleurs » Galerie Chantal Crousel, Paris, France (1996)
- « Vidéo-Forum » Art Basel' 96, Bâle, Suisse (1996)
- « Auto Reverse 2 » Le Magasin, Grenoble, France (1996)
- La Robe transpiration, 1992 « L'Art au corps » MAC, Marseille, France (1996)
- « Artifices 4, langage en perspective » Salle Légion d'Honneur, Saint-Denis, France (1996)
- Douzièmes Ateliers du Frac des Pays de la Loire, Grand Café, Saint-Nazaire, France (1996)
- Moving, Projekt-Raum, Zürich, Suisse (1996)
- « Noa » » invitation d’Ami Barak, ArtFocus Israël, Jérusalem (1996)
- « Millennium Eve Dress » The Fabric Workshop, Philadelphie, États-Unis (1996)
- « Auto-Reverse » Centre européen de la culture Genève Saint Gervais, Suisse (1995)
- « Körper Formen, Dance '95 » Künstlerwerkstatt, Munich, Allemagne (1995)
- Marie-Ange Guilleminot / Itsiar Okariz, Area 2, Salle Rekalde, Bilbao, Espagne (1995)
- « Avant-garde, Walk in Venezia » Invitation Marc Pottier, Biennale de Venise, Italie (1995)
- « On Board, Il nuova trionfo » Invitation Jérôme Sans, Biennale de Venise, Italie (1995)
- « Club Berlin, 72 heures » Invitation Klaus Biesenbach, Théâtre Malibran, Venise (1995)
- « L'Art d'aimer » Invitation Noëlle Tissier, Espace Paul-Boyé, Sète, France (1995)
- « Rencontre du 3e type » Galerie Roger Pailhas, Marseille, France (1995)
- « Vendanges » Galerie Chantal Crousel, Paris, France (1995)
- Ateliers d'artistes, Marseille, France (1995)
- International Audiovisuel Festival (AVE), Gemeentemuseum, Arnhem, Pays-Bas (1995)
- « Dites 33 » invitation Pierre Leguillon, Galerie Anne de Villepoix, Paris, France  (1995)
- « fémininmasculin, le sexe de l'art » Invitation de Marie-Laure Bernadac et Bernard Marcadé MNAM, Centre Pompidou, Paris (1995)
- Biennale de Lyon, Maison de Lyon (1995)
- Mes poupées, 1994 « L'Hiver de l'amour » Invitation Olivier Zahm, Elein Fleiss, Jean-Luc Vilmouth et Bernard Joisten, Musée d'art moderne de la ville de Paris (1994)
- Les Photographeurs, 2007 « Autre Direction » Espace Jules-Verne, Brétigny-sur-Orge, France (1994)
- « Émotion contenue » Chantiers d'artistes. Invitation Jean-François Taddei, Espace Graslin C.R.D.C, Nantes, France (1994)
- « I see this » Invitation Idit Porat, Camera Obscura Gallery, Tel Aviv, Israël (1994)
- « Les Dimanches de l'Amour » École régionale des beaux-arts, Rennes, France (1994)
- Mes poupées, 1994. Invitation Isabelle Dupuy, Place Charles-Dullin, Paris, France (1994)
- « Trans » Galerie Chantal Crousel, Paris, France (1994)
- « Arte in vidéo » Milan, Italie (1994)
- Mes poupées, 1994 « L'Hiver de l'amour » PS1, New York, États-Unis (1994)
- « Odefé yésou » ArtFocus Israël, Galerie Bograshov, Tel Aviv, Israël (1994)
- « Sosie, Traces » Invitation Hervé Mikaëloff, 5 rue du Grenier-Saint-Lazare, Paris, France (1994)
- La Robe au sein coupé, la robe au sein caché, 1992 « Armoire Show » Invitation Hans-Ulrich Obrist. Hôtel Carlton Palace, Chambre 763, Paris, France (1993)

## Collections publiques
- Fonds Municipal d’Art Contemporain (FMAC), Paris
- Fonds National d’Art Contemporain (FNAC), Paris[108]
- Musée National d’Art Moderne - Centre Georges Pompidou, Paris
- Musée d’art contemporain de Lyon
- Médiathèque du Limousin
- Frac des Pays de la Loire
- Frac Provence Alpes Côtes d'Azur (PACA)
- Espace de l'Art Concret, Mouans-Sartoux
- Frac Languedoc-Roussillon
- Médiathèque François-Mitterrand, Poitiers
- Fonds régional d'art contemporain Normandie Rouen
- Musée de Philadelphie
- The Fabric Workshoop and Museum, Philadelphie, États-Unis
- Musée du Grand Duc, Luxembourg
- Musée d’Israël, Jérusalem
- Musée national des beaux-arts du Québec, Québec[109]

## Interventions publiques. Conférences-débats
- 2017 L’Espace Entre! Tout un monde à portée de main, par Marie-Ange Guilleminot.[110],[111] En conversation avec Pascale Rousseau-Dewambrechies à La Petite Escalère, fabuleux jardin de sculptures[112] créé en 1970 par Paul Haim collectionneur et marchand d’art, aujourd’hui tenu et porté par sa fille Dominique Haim. Autour d’une œuvre commandée par l’équipe du Centre médico-psychologique pour enfants et adolescents de Gaillac, dans le cadre des Nouveaux commanditaires, Fondation de France, à partir de la proposition : « Un(e) artiste pourrait réaliser une œuvre à destination des enfants que nous recevons pour introduire un minimum, vital, de désordre qui réveille la pensée » Marie-Ange Guilleminot a ainsi imaginé et conçu une œuvre meuble, cabane, espace transitionnel de jeu, qui a pris place dans la salle d’attente du CMPEA, « antre de l’attente et du soin, dans l’attente de faire ou dans celle de dire » en février 2017. L’artiste utilise différents médiums comme la sculpture, la vidéo, le livre, ou la performance. Elle met en scène l’appropriation des objets qu’elle conçoit et qu’elle qualifie de sculptures d’usage pour leur qualité d’objets à manipuler non pas seulement par elle-même mais aussi par le public. Pascale Rousseau-Dewambrechies est Présidente de la Fondation de France Sud-Ouest, Présidente de L’Accompagnatrice, fondation familiale sous égide de la Fondation de France, et romancière. La Petite Escalère, Dax, France (7 octobre)[113]
- 2014 « In Vivo » Un itinéraire de performances, par Marie-Ange Guilleminot Cinéma 2 du Centre Pompidou, Paris, France (5 décembre)[114]
- Dans le cadre de l’exposition «Bibliologie», le Frac Haute-Normandie propose une journée d’étude autour du livre et de l’édition d’artiste. Rouen, France (17 avril)[115]
- 2012 Chez Louis Vuitton, Paris, France — à Saint-Germain-des-Prés : « À propos du livre d’artiste » (5 novembre) — aux Champs-Élysées : « À propos de la résidence d’artiste » (9 octobre)
- 2009 Présentation du livre d'artiste Le Livre de seuil, 2009-2011 dans le cadre du projet « Art in the  school » École Sint-Ursula à Laken, Belgique (12 novembre)
- 2009 « Un dimanche, une œuvre » Dialogue avec Marie-Laure Bernadac, conservateur général du patrimoine, Centre Georges Pompidou, Paris, France (15 novembre)[116]
- 2008 Présentation de l'œuvre d'Absalon dans le cadre de l’exposition « Absalon »[117] École d'Arts et Centre d’art contemporain La Passerelle, Brest, France (11 mars)
- 2007 « Marie-Ange Guilleminot et Philippe Forest - Facing Hiroshima » Institut Français de Londres, Angleterre présentation du livre Nevers-Hiroshima coordonné par Yves Jammet, traduction Vincent Broqua (19 février)
- 2006 « L’art contemporain mode d’emploi » cycle de conférences sur l’art contemporain. Val d’Oise, France (octobre  - mai 2007)
- 2005 « Un intrus » Musée d’Art Moderne de la Ville de Paris. Rencontre autour de l’œuvre d’Absalon Prototype, en présence de Marie-Ange Guilleminot, François Barré, Bernard Marcadé, et avec l’écho de l’œuvre installation :  Marie-Ange Guilleminot présente Absalon, Cellules 1992 [118]
- 2004 La Boîte ou comment produire et partager le livre d’artiste Pavillon de l’Arsenal, Paris, France (2 février)
- Première journée du livre d’artiste, École nationale supérieure des Arts Décoratifs de Paris, France présentation avec Yves Jammet  (23 février)
- Programme culturel de l’École nationale Supérieure des Beaux-Arts de Paris, présentation avec Yves Jammet, intervention de George Dupin et lecture de Lefèvre Jean Claude dans la bibliothèque, ENSBA, Paris, France (22 février)
- 2003 Le Salon de transformation blanc Intervention pédagogique, FRAC PACA, Marseille, France  (3 - 14 février)
- 2002 Dans le cadre de l’exposition « Papier en action » Journée d’étude « Le Livre d’artiste dans la pratique des artistes contemporains » dirigée par Leszek Brogowski et Anne Mœglin-Delcroix, Université Rennes 2 Haute Bretagne, France
- 2001 L'UCAM (Université de Montréal) Centre de diffusion de la maîtrise en arts visuels et médiatique, Montréal, Canada (4 octobre)
- 1999  Colloque : « Le don (Il dono) » Venise, Italie (28 février)
- 1998 Rencontre & atelier, École Nationale Supérieure des Beaux-Arts, Paris, France (5 - 9 janvier)
- École des Beaux-Arts de Bordeaux, France (1er décembre)
- 1997 « Corps et pratique artistique » Université de Cergy, France (2-4 avril)
- Camera Obscura, Tel Aviv, Israël
- VI Fitac, sur une invitation de Marjory Jacobson, Guadalajara, Mexique
- 1995 Rencontre entre Elisabeth Bronfen et Marie-Ange Guilleminot, 18 mars réalisation d'un moulage de nombril, Galerie Chantal Crousel, Paris, France
- Lecture et workshop, Musashino Art University, Tokyo, Japon

## Décorations reçues
- Chevalier des Arts et des Lettres